# Jean-Louis Caussin
Pour les articles homonymes, voir Caussin.
Jean-Louis Caussin est un ingénieur automobile français né le 7 avril 1945 à Neuilly-sur-Seine où il est mort le 10 octobre 2012,,. Il a contribué pendant plus de trente ans à la conception et la fabrication des voitures Matra, d'abord en compétition avec Matra Sports puis avec Matra Automobile à Romorantin.

## Biographie
Jean-Louis Caussin naît le 7 avril 1945 à Neuilly sur Seine. Titulaire d'un diplôme d’ingénieur de l'École Centrale de Paris (Promotion 1968), il entre, en 1968, dans l'équipe de Matra Sports créée par Jean-Luc Lagardère et participe, en qualité d'ingénieur d'études puis de chef du bureau d'études, à la conception de la Matra Simca MS670 qui gagne les 24 heures du Mans 1972 pilotée par Henri Pescarolo et Graham Hill, puis les 24 heures du Mans 1973 avec Pescarolo et Gérard Larrousse.
Lorsque Matra abandonne la compétition Jean-Louis Caussin rejoint Matra Automobile, la branche industrielle du groupe où il trouve Philippe Guédon dont il devient le bras droit jusqu'à sa prise de fonction de directeur général de la branche automobiles.
Alors qu'il est chargé de la construction en série de voitures, l'usine Matra de Romorantin entreprend la fabrication de la Matra-Simca Bagheera, de la Murena puis de la Rancho. À partir de 1984, la firme connaît un essor avec la fabrication de la Renault Espace, commercialisée par Renault. L'échec commercial de la Renault Avantime entraîne la disparition de Matra Automobile en juin 2003.
Jean-Louis Caussin est à l'origine du prototype Renault Espace F1 (caisse de Renault Espace accouplée à un châssis Williams et au V10 Renault Sport de Formule 1). 
Après la fermeture de Matra Automobile, Jean-Louis Caussin devient consultant au développement de boîtes de vitesses chez ZF et au moteur diesel hybride chez Bénéteau, premier constructeur mondial de voiliers.